# 토인비 타일

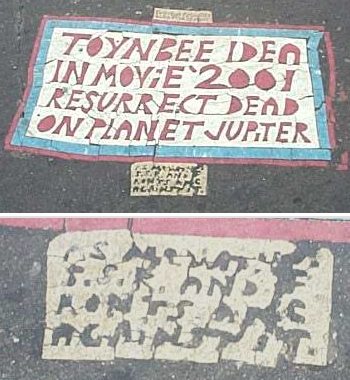
위:색이 입혀진 커다란 토인비 타일의 모습 (워싱턴 D.C.에서 발견)
아래: 토인비 파일 아래쪽에 있는 딱지를 확대한 모습. U.S.S.R이란 단어가 씌여져 있는데, 이 사진이 찍힐 당시 소련은 이미 몇 년 전에 해체된 상태였다. (내용은 'As media U.S.S.R. and Fronts are against it.')

토인비 타일 (Toynbee tiles, 토인비 플라크 (Toynbee plaques) 라고도 부름)은 미국의 주요 도시와 남아메리카 도시의 길거리 아스팔트에서 발견되는 유래를 알 수 없는 수수께끼의 블럭을 말한다. 1980년대부터 수백개에 이르는 타일이 발견되어 왔다. 크기는 일반적으로 미국 차량 번호판 (대충 30cm x 15cm 정도)만하나 이보다 비교적 더 큰 타일도 가끔씩 발견된다. 토인비 타일에는 다음과 같은 글이 조금씩 변형되어 적혀져 있다.

TOYNBEE IDEA

IN MOViE `2001

RESURRECT DEAD

ON PLANET JUPITER

조금 더 정교하게 만들어진 타일 중에는 무슨 소린지 알 수 없는 정치 발언이 새겨져 있거나, 읽는 이에게 자기들과 비슷한 타일을 만들어 설치하라고 촉구하는 것이 특징인 것도 있다. 타일을 만드는 데 쓰여진 재료는 처음에는 불명이었으나, 주로 리놀륨 층과 아스팔트의 균열을 채우는 화합물로 만들어졌을 수도 있다는 증거가 드러나고 있다. 토인비 타일에 관한 기사는 1990년대 중반부터 나오기 시작했지만 문헌상에서는 1980년 중반부터 나타나기 시작했을 수도 있다.

## 내력
토인비 타일이 처음으로 사진에 담긴 것은 1980년대 후반이며 대중 매체에서 처음으로 언급된 건 1994년 <볼티모어 선> 지라고 알려져 있다. 1983년에는 <필라델피아 인퀴어러> 지 앞으로 보내진 한 편지에서, 토인비 타일에 쓰여진 내용과 비슷한 주제 (목성의 망자 부활, 스탠리 큐브릭, 아놀드 J. 토인비 등)를 다룬 필라델피아의 캠페인 운동을 언급했던 적은 있었지만 이 편지에서도 타일에 관해서는 일절 거론하지 않았다.
이 타일은 대부분 미국에서 발견됐는데 서쪽으로는 미주리주 캔자스시티, 북쪽으론 매사추세츠주 보스턴 시, 남쪽으로는 워싱턴 D. C.까지 굉장히 넓게 흩어져 있다. 2002년 이후로는 원래의 제작자가 만든 것으로 추정되는 타일들이 필라델피아 근교 일대에서 새로 발견되고 있는데 2006년에는 코네티컷주, 2007년에는 뉴저지주 에디슨 시에서 각각 하나씩 발견돼서 주목을 받기도 했다. 원래의 것을 배껴 만든것으로 추정되는 타일들도 인디애나주 노블스빌, 뉴욕주 버팔로, 그리고 서부 해안가의 주요 도시 (캘리포니아주 샌프란시스코, 오리건주 포틀랜드, 뉴멕시코주 로스웰)에서 발견됐다. 1997년에는 미시간주 디트로이트, 2013년에는 오클라호마주 툴사에서 타일이 추가로 발견되기도 했다. 원작자가 제작한 것으로 보이는 오래된 타일들은 대부분 세월의 흐름 속에 깎여나갔지만, 2011년 기준으로 펜실베이니아주 피츠버그, 미주리주 세인트루이스, 오하이오주의 신시내티와 클리블랜드, 그리고 남아메리카 도시 등 곳곳에 아직까지 남아있다.
가장 최근에는 2013년 6월 19일 토인비 타일과 비슷한 타일들이 캔자스주 토피카 시의 어느 거리에서 발견됐다. 이 타일들은 다음날 저녁이 되면서 전부 제거됐다. 그로부터 한달도 되지 않은 2013년 7월 17일에는 유타주 솔트레이크시티 길거리에 역시 토인비 타일을 닮은 것들이 등장했다.
최근에는 제476호선 델라웨어 구간이나 제95호선 등 주요 고속도로에서도 발견되기도 했다. 2007년~2008년에는 델라웨어군 드렉셀힐을 기점으로 1번 국도를 따라 대략 여섯 개 이상의 타일이 발견된 적도 있었다. 여기서 발견된 것은 원래의 것보다 훨씬 크며 붉은색 이탤릭체로 글씨가 새겨져 있다.

## 해석

### 토인비 타일에 언급된 것

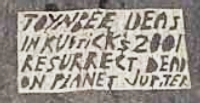
보통 한 도시에서 토인비 타일이 발견된다고 하면 알록달록하고 큼직한 타일 두어 개와 단순하고 조그만 타일 여러 개가 발견되는 경우가 많다. 사진은 워싱턴 DC의 백악관에서 한 블록 떨어진 위치에서 발견된 단순하게 생긴 타일.

토인비 타일을 다룬 다큐멘터리 영화에 출연한 저스틴 듀어는 'Toynbee'라는 말이 20세기 영국의 역사학자 아놀드 J. 토인비를, 'Kubrick's 2001'란 말은 큐브릭 감독이 제작한 영화 《2001 스페이스 오디세이》 (2001)를 가리킨다고 보았다. 참고로 후자의 영화는 목성 유인탐사를 다룬 영화이기도 하다. 토인비 타일을 추적하는 웹사이트 토인비넷에서는 '토인비'가 레이 브래드버리의 단편소설 〈토인비 컨벡터〉 (The Toynbee Convector)에서 나온 것으로 추측했다.
토인비 타일은 앞서 소개한 삽입문을 거의 똑같이 담고 있는 경우가 대부분이나, 그 근처에서 또다른 타일조각들이 발견되는 경우도 종종 있는데 여기서는 미국 언론사, 미국 정부, 소련, 유대인들 사이에서 벌어지는 대형 음모론을 암시하는 구문이 새겨져 있다. 다만 필체가 비슷하고 투박한 편이다.
한편 칠레 산티아고에서 발견된 타일은 '펜실베이니아 필라델피아 사우스7번가 2624번지'라는 거리 주소가 쓰여져 있다. 이 주소를 찾아간 언론사의 취재에 따르면, 해당 주소의 현 거주자는 타일에 대해서 아는 바가 없으며 사람들이 계속 찾아와 묻는 탓에 과롭다고 밝혔다. 다만 2011년 다큐영화에서는 이 주소의 옛 거주자가 은둔해 지내는 것으로 유명했으며, 그 사람이 바로 토인비 타일을 만든 것으로 추정하였다. 이밖에 토인비 타일 애호가들은 필라델피아 시에서 대량으로 출현했다는 점, 외관상의 연대, 다양한 새김방식, 타일 제작자가 전하는 장황한 이야기, 산티아고 타일의 필라델피아 주소 등을 토대로 필라델피아 현지 주민이 제작한 것이라고 믿는다.

## 같이 보기
- 그래피티
- 스티커 예술

## 참고할 만한 문헌
- "An Asphalt Mystery Examined", April 25, 1999, The New York Times
- 'Toynbee Tiles' Mystery Resurrected in Philly, September 23, 2006, NPR Weekend Edition
- "Space Oddity", Kansas City Star, September 6, 2003
- Complete text of 4 A.M. by David Mamet
- "Mystery tiles in St. Louis covered in asphalt", July 4, 2009, the St. Louis Post-Dispatch (via stltoday.com)
- 2010 Folha.com article
- Spiegel Online (SPON) article about the Toynbee Tiles (German)